# Batalla de Palmar
La Batalla de Palmar fue un enfrentamiento armado en el contexto de la Guerra Grande y las guerras civiles que azotaron el Estado Oriental del Uruguay durante el siglo XIX. Librada el 15 de junio de 1838 entre las fuerzas sublevadas conducidas por Fructuoso Rivera contra las tropas de Ignacio Oribe y Juan Antonio Lavalleja, partidarios del gobierno blanco de Manuel Oribe. El sitio de la batalla es conocido como el Palmar, en el Departamento de Paysandú, entre las actuales ciudades de Guichón y Piñera.

## Causas
Al terminar la primera presidencia de Fructuoso Rivera, en 1835, este quiso impedir la llegada del líder rival, general Juan Antonio Lavalleja, apoyando la candidatura de su ministro Manuel Oribe. Pero este hizo un gobierno con principios opuestos a los de “Don Frutos”, y lo despojó del mando militar para el que se había nombrado él mismo antes de bajar de la presidencia.
De modo que Rivera inició una revolución en julio de 1836, pero fue vencido en la batalla de Carpintería el 19 de septiembre de ese año y tuvo que huir al Brasil. Esa fue la primera batalla en que los partidos rivales llevaron las insignias que los distinguirían como ‘colorados’ y ‘blancos’.
Rivera regresó en octubre de 1837, aliado de los caudillos riograndenses y de los unitarios argentinos exiliados. Al frente de éstos estaba el general Juan Lavalle, uno de los más prestigiosos dirigentes militares del partido unitario, encargado de reunir tropas y adiestrarlas. Entre los oficiales argentinos que pelearon en esa campaña del lado de Rivera, se destacaron los después generales José María Pirán, Ángel Núñez, Juan Apóstol Martínez, Enrique Martínez, Manuel Hornos y el coronel Martiniano Chilavert.
La campaña fue sumamente compleja, y las batallas de Molle, Yacutujá y Durazno fueron victorias del gobierno. Pero el decisivo apoyo del Brasil le permitía mantener el ejército en movimiento. Acompañado por Lavalle, enfrentaron al general Ignacio Oribe, hermano del presidente, en la batalla de Palmar, a orillas del arroyo de ese nombre, en el norte del país, el 15 de junio de 1838.

## Transcurso de la batalla
En los primeros minutos, la caballería de Oribe arrastró a la de Rivera, con lo que el ejército colorado quedaba sin dirección. Entonces tomó el mando el general Lavalle, que dirigió con decisión las cargas de caballería, manteniendo siempre al enemigo dentro del campo de alcance de la artillería de Pirán.

"Rivera, con cincuenta años cumplidos en esos días, pero que sentía entonces todos los sueños de la primera juventud de soldado brillante, montaba un caballo zaino-colorado llamado Rabioso. Vestía con sombrero negro de paño, la divisa punzo,, saco negro, pantalón ancho tipo francés, bota alta, espuela de plata y oro y su tradicional látigo de trenza (...) Gregorio Castro, soldado de su escolta, nos decía: ‘Nunca lo vi mas entero ese día’ (...). Rivera llamo al clarín y, con vos vibrante, dijole: ‘Toca a la carga’, y avanzo al galope sobre el centro de la línea. Eran las tres de la tarde (...)."

"Se emprendió el ataque casi simultáneamente por ambas fuerzas, ataque por necesidad violento, encarnizado, tenaz. Hubo una sola voz de mando: ¡A la carga! Un solo rumor: la siniestra trepidacion del suelo por las caballerías; una sola claridad; el resplandor de las lanzas, el torbellino de los sables y el llamear de las bayonetas. Oribe se acerco a su infantería y, revoleando el sobrero, les grito: ‘! Viva el Gobierno! ¡Viva el Ejercito!’. Era aquello un lujo de valentia. Nadie supero a nadie, porque para tales colorados se necesitaban tales blancos."

La batalla terminó con una victoria de Lavalle, y dejó libre todo el territorio oriental de las fuerzas del gobierno.
El combate fue breve y violento: duró poco más de una hora, entre las tres y las cuatro de la tarde. Terminó con una completa victoria de Rivera.

## Consecuencias
Pese a que el general Lavalleja continuó dominando Paysandú, el gobierno fue sitiado en Montevideo, con su puerto bloqueado, además, por la flota francesa. Finalmente, sin esperanza de poder resistir, el presidente Manuel Oribe renunció en octubre de ese año, dejando constancia de que lo hacía por imposición extranjera, y a condición de que Rivera convocara a elecciones. Rivera asumió como presidente, pero no llamó a elecciones sino más de un año más tarde.
Oribe hizo una larga campaña en la Argentina, con la cual logró destruir al partido unitario y derrotar a Lavalle (que terminaría muerto poco después), para volver a principios de 1842 a su país, iniciando la llamada Guerra Grande, que se prolongaría hasta 1851.